# Мохаммед Реза Пехлеви
Моха́ммед Реза́ Пехлеви́ (перс. محمد رضا پهلوی‎; 26 октября 1919 — 27 июля 1980) — тридцать пятый и последний шахиншах Ирана, правил с 1941 по 1979 год. Происходит из персидской династии Пехлеви.
Иранский шахиншах Мохаммед Реза Пехлеви сравнивал себя с основателем царства Ахеменидов царем Киром II Великим и мечтал восстановить былую славу своей страны. Как шахиншахское государство, Иран должен был основываться на трех ключевых принципах: «Бог, Шах и Родина». Упоминание Шаха в этой троице вслед за Богом не было случайным. Монарх, как человек, который был благословлен Богом, должен был исполнять указания Всевышнего на земле. Таким образом, власть должна была быть объектом поклонения и уважения для простых смертных. В дополнение к теологическому обоснованию этого союза, Пехлеви также обращались к шедеврам персидской классики. «Книга царей» («Шахнаме») Фирдоуси в этом плане занимало особо важное место. В поэме, созданной в XI веке, царь считается символом гордости и идентичности персов. Только с институтом Шаха связано великолепие страны, ее судьба и бессмертие. Девять веков спустя, опираясь на «Шахнаме», шах Мохаммед Реза Пехлеви высказал такое мнение: «Иностранец не может понять значение монархии для Ирана. Это наш образ жизни и наш путь, без которого мы не сможем существовать как страна».
Идеология шаха — «пехлевизм» — пророчила Ирану миссию защиты арийской цивилизации, а шаху Ирана — роль создателя этой цивилизации. Согласно доктрине шаха, монархический Иран считался надклассовым государством.
Шах пытался порвать со многими исламскими традициями, даже ввёл летосчисление не от хиджры, а от начала династии Ахеменидов (1976 год от Рождества Христова, ранее считавшийся 1355 годом хиджры, был объявлен 2535 годом шахиншахской власти), но вскоре был вынужден отменить это непопулярное нововведение.
26 октября 1967 года Мохаммед Реза Пехлеви́ получил титул Шаханшах («Царь царей»). Обладал также несколькими другими званиями, в том числе «Арьямехр» («Солнце ариев») и «Бозорг Артештаран» («Главнокомандующий»). Шах мечтал о «великой цивилизации» (перс. تمدن بزرگ), которая привела бы Иран к быстрой промышленной и военной модернизации, а также к экономическим и социальным реформам.
В 1975 году в Иране был установлен авторитарный однопартийный режим, при котором все граждане могли принадлежать только к правящей партии, а все прочие политические объединения были запрещены.
Исламская революция 1979 года свергла шаха, который был вынужден покинуть страну и умер в изгнании в Каире в следующем году. На волне реакции против реформ последних шахов к власти пришли исламские фундаменталисты во главе с аятоллой Хомейни.

## Биография
Мохаммед Реза родился 26 октября 1919 года в Тегеране в семье полковника Реза-хана, в то время командира Персидской казачьей бригады, а позднее — главнокомандующего иранскими вооружёнными силами, военного министра и премьер-министра и второй жены хана Тадж ол-Молук. В конце 1925 года Реза-хан низложил Ахмед-шаха Каджара и провозгласил себя шахом Ирана, приняв для своей династии фамилию Пехлеви.
В 1925—1930 гг. Мохаммед Реза Пехлеви учился в Персидском кадетском корпусе, затем в школе-пансионе Institut Le Rosey в Швейцарии, в 1936—1938 гг. — в офицерском училище в Тегеране.

## Вторая мировая война и начало правления
В сентябре 1941 года, после оккупации Ирана английскими и советскими войсками и отречения и ссылки своего отца Резы Пехлеви, Мохаммед Реза Пехлеви был провозглашён шахиншахом Ирана и вместе с правительством выразил желание сотрудничать с Великобританией и СССР, подписав с ними в 1942 году союзный договор. 9 сентября 1943 года шах своим указом объявил войну нацистской Германии. В 1946 году советские войска были выведены с севера Ирана.
Поначалу шах мало вмешивался в управление страной, правительство было подотчётно меджлису. Сам шах считался неопытным и нерешительным правителем. Положение стало меняться после неудачного покушения на шаха, совершённого 4 февраля 1949 года: во время посещения шахом торжественной церемонии в Тегеранском университете в него с расстояния трёх метров выстрелил Фахр-Арай, но шах был лишь легко ранен в щёку. Фахр-Арай был застрелен на месте офицерами. В Иране было введено военное положение; Народная партия Ирана, к которой, по версии властей, принадлежал преступник, была объявлена вне закона, произведены аресты оппозиционных деятелей. Тем не менее, есть свидетельства того, что покушавшийся на шаха Фахр-Арай не был членом партии «Туде», а являлся религиозным фундаменталистом из шиитской организации «Федаины ислама». В том же году Учредительное собрание одобрило изменения в конституции, предоставив шаху более широкие полномочия в управлении государством, включая право распускать меджлис.

## Политический кризис начала 1950-х годов
После Второй мировой войны разгорелась острая борьба за влияние в Иране между занимавшей там доминирующее положение Великобританией и стремившимися вытеснить её США. Начались переговоры о разделе прибылей Англо-Иранской нефтяной компании (АИНК) между британскими акционерами и Ираном. В то же время в Иране начались призывы к национализации нефтяной промышленности. В марте 1951 года премьер-министр Али Размара высказался против национализации, через четыре дня он был застрелен при выходе из мечети.
В апреле 1951 года шах назначил премьер-министром Мохаммеда Мосаддыка, выступавшего за национализацию, а 1 мая подписал закон о национализации АИНК, после того как он был единогласно принят меджлисом. После национализации добыча нефти практически остановилась из-за отъезда британских специалистов и введённого Британией нефтяного эмбарго. 16 июля 1952 года, после того как Мосаддык потребовал для себя чрезвычайных полномочий и подчинения ему армии, шах отправил его в отставку. Это вызвало всеобщую забастовку и восстание в Тегеране и 22 июля шах был вынужден снова назначить Мосаддыка премьер-министром.
В октябре 1952 правительство Мосаддыка разорвало отношения с Великобританией.
В феврале 1953 года Мосаддык предложил шаху покинуть Иран, заявив, что монарх должен царствовать, а не управлять. В то же время британцам удалось добиться американской поддержки в свержении Мосаддыка, согласившись на раздел нефтяных прибылей с ними. Планировавшийся переворот получил название «Операция Аякс». 16-18 августа шах находился во временном изгнании в Багдаде, 18-22 августа — в Риме. В августе 1953 года связанные с троном военные, во главе с генералом Ф. Захеди, при англо-американской поддержке совершили государственный переворот и свергли правительство Национального фронта Мосаддыка, вся полнота власти в стране фактически перешла в руки шаха.
19 сентября 1954 года правительство Ирана подписало соглашение с Международным нефтяным консорциумом (одобрено меджлисом 21 октября). По этому соглашению 95 % акций Международного нефтяного консорциума (сокращённо МНК) принадлежит 8 компаниям: 40 % у бывшей АИНК, переименованной в «British Petroleum»; 14 % у англо-голландской «Royal Dutch Shell»; 35 % у американской «большой пятёрки» («Стандарт ойл оф Нью-Джерси», «Сокони мобил ойл», «Стандарт ойл оф Калифорниа», «Тексако», «Галф ойл корпорейшн») и 6 % — у французской «Компани франсез де петроль». Иран получал 50 % чистой прибыли. Срок действия соглашения определён на 25 лет — до конца 1979 года с последующим продлением до 1994 года. Соглашение фактически ликвидировало постановление 1951 года о национализации нефтяной промышленности.
В 1957 году при содействии ЦРУ и Моссада была создана тайная политическая полиция САВАК.
Джон Перкинс в книге «Исповедь экономического убийцы» приводит следующее: «…в 1951 году, когда Иран восстал против британской нефтяной компании, эксплуатировавшей и природные ресурсы Ирана, и его народ (компания была предшественницей British Petroleum, сегодняшней BP), очень популярный, демократически избранный иранский премьер-министр Мохаммед Моссадык (журнал Time назвал его человеком года в 1951 году) национализировал всю нефтяную промышленность страны. Разъярённые англичане обратились за помощью к США, своему союзнику во Второй мировой войне. Однако оба государства опасались, что военные репрессии спровоцируют Советский Союз на поддержку Ирана».

## Внешняя политика Ирана

Мохаммед Реза Пехлеви и президент США Ричард Никсон с Патрисией Никсон.

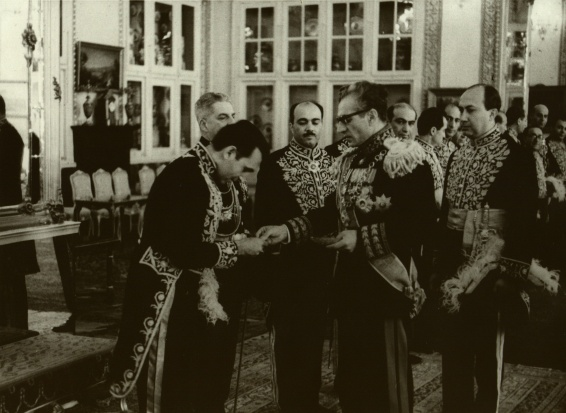
Шах во дворце Ниаваран.

### 1950—1970-е годы
11 октября 1955 года Иран присоединился к пробританскому Багдадскому пакту.
В 1957 году Иран объявил своей территорией Бахрейн, бывшую колонию Великобритании. В 1971 году, после проведения в Бахрейне референдума, на котором большинство населения высказалось за независимость от Великобритании, но и против вхождения в состав Ирана, было образовано новое государство, с которым Иран установил дипломатические отношения.
В 1960-х и 1970-х годах во внешней политике Ирана произошли существенные изменения и появились принципиально новые её направления. Во-первых, шах резко расширил масштабы экономического сотрудничества с социалистическими странами. Это было обусловлено нежеланием Запада содействовать строительству базовых отраслей промышленности Ирана; более выгодными условиями внешнеэкономического сотрудничества с СЭВ; стремлением Тегерана к выгодному балансированию между двумя противоборствующими системами, позволяющему проводить более самостоятельную внешнюю политику; попыткой обеспечить Ирану тылы на его северных границах на случай возникновения конфликта в районе Персидского залива; надеждами нейтрализовать влияние Багдада на формирование советской политики на Ближнем Востоке.
Шах, поддерживая дружественные отношения с Советским Союзом, четыре раза посещал СССР: в 1956, 1965, 1972 и 1974 годах.
В 1963, 1966 и 1972 годах между СССР и Ираном заключались соглашения о сотрудничестве в экономической и технической сфере, строительстве различных промышленных объектов и т. д.
Основным объектом советско-иранского сотрудничества стал Исфаханский металлургический комбинат (с 1967). Важное значение для обеих стран имела «сделка века» о поставке по Трансиранскому газопроводу иранского газа в Закавказье и аналогичного количества сибирского газа в Западную Европу по ирано-европейским контрактам, что открыло Тегерану «окно в Европу». Параллельно советско-иранскому сотрудничеству развивались связи Ирана со странами Восточной Европы, особенно с Румынией, имевшей излишние для неё мощности по производству нефтедобывающего оборудования.

Императорский Штандарт Шаха Арьямехра

Во-вторых, Тегеран принял активное участие в создании ОПЕК и борьбе нефтедобывающих стран за установление равноправных отношений с промышленно развитыми странами Запада и прежде всего, за повышение цен на нефть и увеличение отчислений за право её добычи. В 1973 году всё имущество Международного нефтяного консорциума (МНК) было передано Иранской национальной нефтяной компании (ИННК) с гарантией поставок нефти в распоряжение МНК в течение 20 лет и отчисления последним в пользу Тегерана 60 % суммы прибылей. В результате повышения цен на нефть и отчислений от МНК в пользу ИННК нефтяные доходы Ирана выросли с 2,4 млрд долл. в 1972 году до 20 млрд. в 1974 году. Однако эта ситуация глубоко не устраивала Запад, где в это время в связи с повышением цен на нефть произошёл серьёзный нефтяной кризис 1973 года.
В-третьих, во внешней политике шаха появляются не только проимпериалистические, но и империалистические черты, подкреплённые стремительным ростом военного потенциала Ирана (военные расходы за 1970-е годы выросли в 20 раз), планами установления контроля Ирана над «керосиновой бочкой» планеты — Персидским заливом, что поставило бы мировую капиталистическую экономику в определённую зависимость от Тегерана. Создав самый сильный в мире флот судов на воздушной подушке, самую совершенную среди сырьевых экономик ракетную систему ПВО, превосходя по ВВС и вертолётному парку всех членов НАТО по отдельности, кроме США, Иран добивался подавляющего контроля над важнейшей транспортной нефтяной артерией мира — Ормузским проливом. Добиваясь присутствия на другом берегу пролива, шах вмешался во внутренний конфликт в Омане и послал свои войска против партизанского движения в этом султанате. С остальными арабскими государствами у Тегерана сложились напряжённые отношения. Шах прилагал большие усилия к поддержанию дружественных отношений с Пакистаном и Афганистаном, поскольку опасался сепаратизма белуджей.

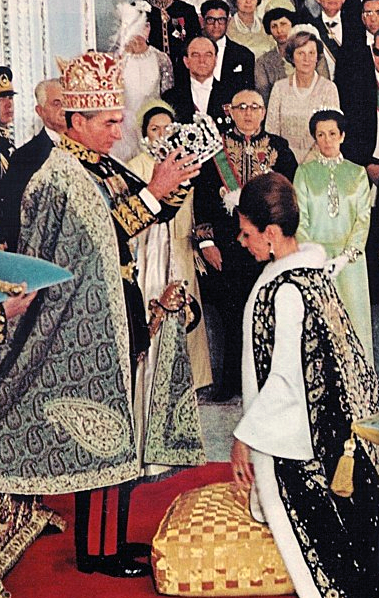
Шах коронует императрицу Фарах на церемонии коронации в 1967 году.

1 декабря 1971 года, после вывода английских войск из Персидского залива и образования Объединённых Арабских Эмиратов, иранские войска заняли три острова в Ормузском проливе: Абу-Муса, Томбе-Бозорг и Томбе-Кучек под предлогом, что эти острова были до прихода англичан иранской территорией (англо-иранские переговоры и протесты некоторых арабских стран по этому поводу продолжались до октября 1972 года).
Шах поддерживал монархии Персидского залива. В ходе гражданской войны в Йемене (1962—1970) Иран оказывал поддержку роялистам. Похожая политика проводилась в Омане, куда в 1973 году был отправлен экспедиционный корпус, сыгравший важную роль в подавлении там антимонархистского партизанского движения в провинции Дофар.
Мохаммед Реза был первым из мусульманских лидеров, установившим дипломатические отношения с Израилем, что использовало радикальное мусульманское духовенство для критики шаха как «пособника политики сионистов».
Достаточно напряжённые отношения сохранялись с Ираком. В 1975 году было подписано Алжирское соглашение с Саддамом Хусейном. Конфликт, однако, перешёл в открытую войну только после свержения шаха, когда революция и репрессии ослабили иранскую армию настолько, что Саддам Хусейн решился напасть на Иран.

### Шах и «Народный фронт освобождения Палестины»
Шах был союзником Израиля, что в свою очередь вызывало глубокую подозрительность среди арабских националистических движении и организации. Данное подозрение подпитывалось действиями самого шаха, ибо уже не являлось секретом, что
- Израиль сыграл большую роль в создании тайной полиции шаха «САВАК».
- Шах подозревал Гамаля Абдель Насера в поддержке июньских беспорядках 1963 года в Иране, которые были направлены на свержение монархии. Проводимая Насером политика была направлена против западного, прежде всего британского господства на Ближнем Востоке, в то время как шах до 1960-х годов и контактов с СССР считался союзником Запада.
- В 1970 году шах вмешался во внутриполитические события в Иордании на стороне монархии, против палестинских фидаев. Король Хусейн I начал подавление палестинских боевых организаций и восстановление контроля власти над ситуацией в стране[22]. Это привело к гибели тысяч людей, в подавляющем большинстве палестинцев[23].
- В 1971 году, после ухода британцев из региона, шах стремился заполнить возникший геополитический вакуум, что арабскими националистами воспринималось лишь как «замена западного колониализма иранским экспансионизмом».

Эти события и привели лидера «Народного фронта освобождения Палестины» Жоржа Хабаша к прямому конфликту с шахом. Начиная с 1959 года Ж. Хабаш был связан с антимонархистами в Дофаре (Оман). В июне 1965 года, небольшая группа повстанцев и боевиков из союзных организаций активизировалась в Омане. В 1970 году, получив помощь от своих товарищей из Южного Йемена, повстанцы развернули ряд эффективных действий против британских военных баз в провинции. Откликнувшись на просьбу султана Кабуса ибн Саида, шах осенью 1972 года отправил экспедиционный корпус из 3500 парашютистов, принявших участие в подавлении антимонархического восстания в Дофаре.
В то же время, 8 февраля 1971 года «Организация партизан-фидаинов иранского народа» (ОПФИН) объявило о своём формировании после нападения на полицейский пост в каспийской деревне Сиях-Кель (провинция Гилян). Реакция иранских властей была молниеносной и жёсткой — ОПФИН подверглась репрессиям, и организация была серьезно ослаблена. Её возрождение началось спустя несколько лет, в преддверии революции. В июне 1976 года представители ОПФИН, наряду с «Организацией моджахедов иранского народа» (ОМИН) и радикальной националистической организацией «Национальный фронт», заявили о своей солидарности с повстанцами в Омане. Однако к этому периоду дофарское восстание было подавлено ирано-британскими и султанскими войсками.
В марте 1976 года д-р Хабаш заработал себе некоторую известность в Иране, когда правительственная пресса сообщила, что его брошюра «Иранская революция» стала катализатором «терроризма в Иране и Омане».

## Внутренняя политика шаха и серия радикальных реформ

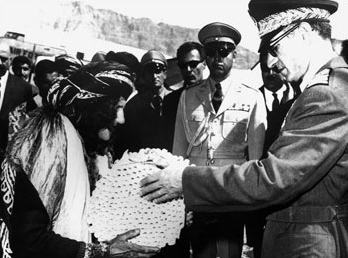
Шах распределяет земельные участки.

В 1963 году шах начал крупную программу радикальных экономических и социальных реформ, получившую название «Белая революция». Изначально программа включала в себя 6 пунктов, впоследствии к ним было добавлено ещё 13.
Важной частью программы была земельная реформа, в ходе которой правительство на доходы от экспорта нефти выкупало земельные участки у помещиков с последующей перепродажей их по цене на 30 % ниже рыночной и в рассрочку обрабатывавшим их крестьянам. К 1970 году землю получили 1,2 млн крестьянских семей (около половины всех иранских крестьян). Были национализированы леса и пастбища.
Развернулась индустриализация, при содействии государства строились современные металлургические, машиностроительные, нефтехимические, автомобилестроительные, судостроительные и самолётостроительные предприятия. В то же время часть государственных предприятий была приватизирована с распространением программ участия рабочих в прибыли.
Радикальные реформы вызвали оппозицию консервативно настроенных широких народных масс и мусульманского шиитского духовенства. Сам шах пытался порвать со многими исламскими традициями, даже ввёл ненадолго летосчисление не от хиджры, а от начала династии Ахеменидов (1976 год был объявлен им вместо 1355 года хиджры 2535 годом шахиншахской власти); вскоре он был вынужден отменить это непопулярное нововведение. В 1975 году в Иране был установлен однопартийный режим, всем народным представителям было велено принадлежать к государственной партии Растахиз (создана объединением двух прошахских партий — правящей Иране новин и лояльно-оппозиционной Мардом), а все прочие общественные объединения запрещены.

### Шах и конституция 1906 г.
С 1941 по 1949 гг. молодой шах не имел никакого политического влияния, лишь после покушения в феврале 1949 года решив взять в свои руки управление делами государства. Однако тесное сотрудничество правительства с Великобританией вызвало увеличение внутриполитической нестабильности и рост национализма. Это привело не только к росту популярности коммунистической партии «Туде», но и способствовала к выходу на политическую сцену харизматического политика Мохаммеда Мосаддыка.
Упрочение позиции шаха, расширение его прерогатив как главы государства происходило на фоне уменьшения роли законодательного органа страны. Эта тенденция иранской политической жизни была непосредственно связана с финансовой, военной и политической поддержкой иранской верхушки, и прежде всего шаха, со стороны правительств США и Великобритании. В то же время превращение Ирана в полицейское государство вызывало во многих странах, как в социалистических, так и капиталистических, заметное недовольство. В политических и университетских кругах США выражалось беспокойство по поводу того, что «драконовские» меры правительства шаха могут подтолкнуть сторонников Мосаддыка к тайному сотрудничеству с Советским Союзом.
В результате последовательных политических мероприятий, среди которых первостепенное место имело подавление и разгром всех нелояльных шахскому режиму течений и организаций, шахский двор и послушное ему правительство стали хозяевами положения. Меджлис фактически лишился законодательной инициативы и права контроля над деятельностью исполнительной власти. В новых условиях члены меджлиса и сената во всей большей степени превратились в послушное орудие в руках шаха и правительства. Были сведены на нет свобода печати, слова, собраний и митингов.
Установление режима личной власти, фактически личной «диктатуры», осуществлялось двумя методами: внесением нужных монарху изменений в текст конституции и несоблюдением предусмотренных конституцией положений, которое обеспечивалось использованием аппарата насилия и принуждения. Этот процесс, растянувшийся на десятилетия и определивший политическую атмосферу иранского общества, привел к формированию одной из социально-политических предпосылок революции 1978—1979 гг., которая в сочетании с другими предпосылками в процессе вызревания революционной ситуации превратилась в одну из грозных причин революции.
В сентябре 1967 г. конституционные поправки «наделили шаха исключительной прерогативой назначать себе преемника, на которого возлагается регентство до достижения наследным принцем двадцатилетнего возраста. По действовавшему до того положению в случае смерти шаха регент назначался в течение 10 дней парламентом» (ст. 38 и 41 Дополнения к Основному закону). Небезынтересно, что ещё в марте 1967 г. премьер-министр Амир Аббас Ховейда, обосновывая в меджлисе необходимость внесения в конституцию поправки по вопросу о порядке престолонаследия, заявил, что они «направлены на увековечение жизненно важной задачи монарха в нынешнем неспокойном мире».

## Изгнание и смерть шаха

### Последние месяцы у власти. Отъезд из Ирана
Массовые беспорядки в Иране, начавшиеся в 1978 году, постепенно подрывали существование монархии. Несколько попыток шаха навести в стране порядок (как посредством либеральных реформ, так и силовых методов) привели лишь к разрастанию протестов. К началу 1979 года в стране сложилась предреволюционная ситуация.
Тяжело больной шах Пехлеви, за предыдущие годы сконцентрировавший все рычаги власти в собственных руках, в дни революции утратил волю к управлению государством, проявлял нерешительность и безучастность. Он полагал, что оппозиционные выступления подогреваются США, Великобританией и СССР, при этом пытался убедить Запад прекратить «разжигание» протестов. Крепло его убеждение в существовании многочисленных заговоров против него при дворе — что подогревали сведения о контактах с революционерами со стороны армейского руководства (генерала Карабаги) и деятелей спецслужб (генералы Могадам и Фардуст). Монарх ответил отказом на предложение императрицы Фарах возглавить регентский совет, не дал согласия генералам на применение ВВС для бомбардировки протестующих, отказался сообщить иранскому народу о состоянии своего здоровья (на этом настаивал его давний советник Захеди). Наконец, зимой 1979 года шах предложил возглавить правительство одному из лидеров либеральной оппозиции Шапуру Бахтияру, однако это уже не могло удовлетворить протестующих.
Начиная с осени 1978 года западные союзники Ирана постепенно пришли к выводу, что дальнейшая поддержка шахского режима в условиях, когда Мохаммед Реза Пехлеви самоустранился от власти, а военное подавление протестов не принесло успеха, нецелесообразна. От посла США У. Салливана Пехлеви было известно, что пребывание шаха в стране является нежелательным для Соединённых Штатов. Кроме того, Пехлеви был осведомлен и о характере миссии американского генерала Хайзера, который с декабря 1978 года пытался наладить связи между иранскими офицерами и исламской оппозицией. Александр де Маранш, посетивший Иран в декабре 1978 года, доложил президенту Франции Жискар д’Эстену, что дни режима сочтены, а сам шах напоминает Людовика XVI — французского монарха, конец правлению которого положила французская революция.
6 января 1979 года на Гваделупе состоялись переговоры США, Великобритании, Франции и ФРГ, на которых обсуждалась обстановка в Иране. Для шаха эта встреча стала знаком того, что Запад окончательно отказался от поддержки монархии. Мохаммед Реза Пехлеви принял решение отправиться во временный «отпуск» за границу, о чём 11 января объявил госсекретарь США Вэнс. Этим шах полагал выиграть время для получения помощи от США, на которую всё ещё рассчитывал. Перед отъездом он приказал вывезти самолётами материальные ценности и часть секретных документов двора (остальные было поручено уничтожить командующему гвардией генералу Нешату).
16 января 1979 года на личном самолёте Boeing 707, Мохаммед Реза Пехлеви покинул Тегеран. В изгнание его сопровождала жена и узкий круг доверенных лиц из числа охраны и слуг. Перед отлётом монарху пришлось дожидаться нового премьер-министра, при этом оперативно связаться с ним не удалось — телефоны в аэропорту не работали из-за забастовки персонала. Работники тегеранского аэропорта отказались загружать пищу в самолёт. Из-за страха быть отвезённым не в Каир, Шах лично пилотировал самолёт во время взлёта и первого часа полёта.
Во время проводов Мохаммед Реза Пехлеви вновь заявил прессе и подданным, что вскоре вернётся в страну. Твёрдым отказом он ответил на призыв одного из присутствовавших офицеров остаться в стране и возглавить борьбу с революцией. В последний момент в аэропорту шах подписал указ о временной передаче полномочий верховного главнокомандующего генералу Карабаги, как того требовал протокол. Наконец он поднялся на борт самолёта, где попрощался с прибывшим генералом Бадреи и премьер-министром Бахтияром, которому пожелал удачи и заявил: «Оставляю Иран на вас, на Господа и на вас».
Вскоре после того, как самолёт покинул Тегеран, в столице началось ликование. Газета «Кейхан» вышла со знаменитым заголовком «Шах бежал». Иранское общество однозначно восприняло события 16 января как окончательный крах монархии.
11 февраля вооружённые силы — в том числе шахская гвардия под командованием доверенного генерала Али Нешата, до конца преданная Пехлеви — прекратили сопротивление (последнюю попытку вооружённого отпора революции для восстановления власти шаха предпринял верный Пехлеви генерал Абдол Али Бадреи и был убит в уличной перестрелке). На волне реакции против реформ последних шахов к власти пришли исламские фундаменталисты во главе с аятоллой Хомейни.

### В эмиграции
Первоначально Мохаммед Реза направился в Египет, затем в течение 1979 года побывал в изгнании в Марокко, на Багамах и в Мексике. Исламские власти Ирана постоянно требовали его выдачи. Исламский революционный суд заочно приговорил бывшего шаха к смертной казни, председатель суда Садек Хальхали грозил организовать убийство (чтобы показать, что это серьёзная угроза, 7 декабря 1979 года в Париже было организовано убийство 34-летнего племянника шаха, сына принцессы Ашфар, Шахрияра Шафика). Тем временем, состояние здоровья бывшего монарха ухудшилось. У него была обнаружена неходжкинская лимфома. Прибытие Мохаммеда Резы на лечение в США вызвало в ноябре 1979 года захват мусульманскими экстремистами американского посольства в Иране и острый международный кризис. Свергнутый шах 15 декабря покинул США и перебрался в Панаму (несколько месяцев прожил на острове Контадоре), а затем (24 марта 1980 года) снова в Египет, где ему была оказана срочная медицинская помощь, в том числе спленэктомия, выполненная доктором Майклом Дебейки. Однако шах умер от осложнений макроглобулинемии Вальденстрёма (тип неходжкинской лимфомы) 27 июля 1980 года, в возрасте 60 лет.
Президент Египта Анвар Садат объявил национальный траур и распорядился провести государственные похороны. В траурном шествии через Каир рядом с семьёй Пехлеви приняли участие Анвар Садат, Ричард Никсон и Константин II, король Греции. Похоронен последний шахиншах Ирана в каирской мечети ар-Рифаи рядом с шурином — предпоследним королём Египта Фаруком I.
Джон Перкинс в книге «Исповедь экономического убийцы» так описывает этот эпизод: «Шах бежал в Египет в январе 1979 г., а затем с диагнозом рака улетел в нью‑йоркскую больницу. Последователи аятоллы Хомейни потребовали его возвращения. В ноябре 1979 г. вооружённая толпа исламистов захватила здание посольства Соединённых Штатов в Тегеране и удерживала пятьдесят два американских заложника в течение последующих 444 дней. Президент Картер пытался договориться об освобождении заложников. А когда переговоры потерпели неудачу, он дал добро на военно‑спасательную операцию, начатую в апреле 1980 г. Это была катастрофа и тот молоток, который вколотил последний гвоздь в крышку гроба президентства Картера».

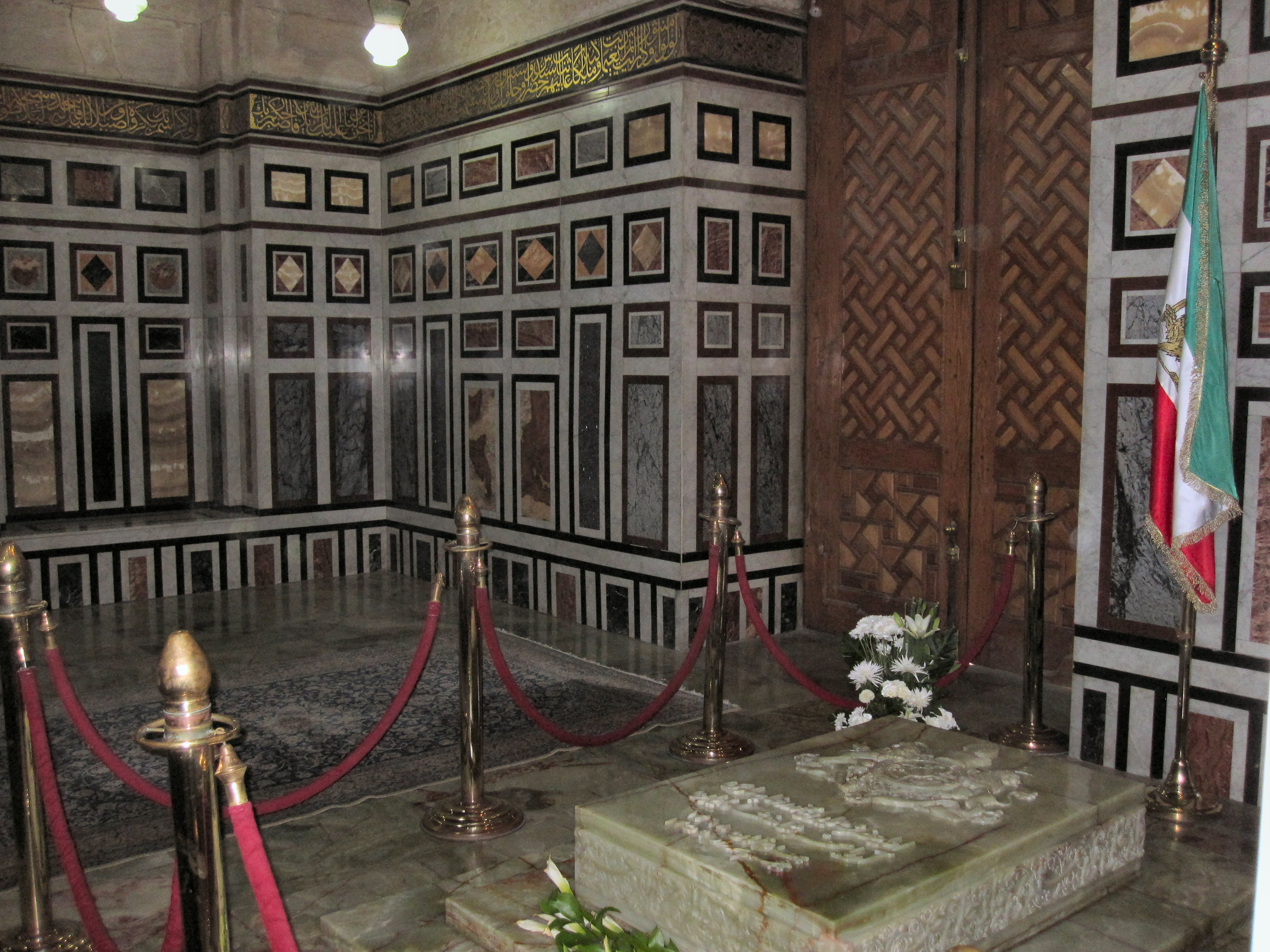
Место упокоения Мохаммеда Резы Пехлеви в каирской мечети ар-Рифаи

Находясь в изгнании, Мохаммед Реза надеялся получить прибежище в Англии. Королева Елизавета II считала, что Британия не должна отказывать ему в этом, учитывая осуществлявшуюся им многолетнюю поддержку британских интересов на Ближнем Востоке. Премьер-министр Маргарет Тэтчер сочувственно отзывалась о шахе, который, по её мнению, был «надёжным и полезным другом Великобритании». Однако коллегией Форин-офиса было решено, что позволить ему поселиться в Англии было бы политически неверно, так как это окажет негативное влияние на британские отношения с новой исламской республикой. Бывшему британскому послу в Иране Денису Райту было поручено встретиться инкогнито на одном из Багамских островов с шахом и убедить его принять решение британского правительства (правительство Тэтчер не хотело оказаться в ситуации, когда шаху пришлось бы отказывать во въезде на границе), — с чем Денис Райт успешно справился.

## Семья
- Отец: Реза Пехлеви (15 марта 1878, Мазандеран — 26 июля 1944, Йоханнесбург)
- Мать: Тадж Ол-Молук (17 марта 1896, Баку — 10 марта 1982, Акапулько)
- Старшая сестра: Шамс Пехлеви (18 октября 1917, Тегеран — 29 февраля 1996, Санта-Барбара)
- Сестра-близнец: Ашраф Пехлеви (26 октября 1919, Тегеран — 7 января 2016, Нью-Йорк)
- Младший брат: Али Реза Пехлеви I (1 марта 1922, Тегеран — 17 октября 1954, горы Эльбурс)
- Первая жена: Фавзия Фуад, дочь короля Египта Фуада I (5 ноября 1921, Александрия — 2 июля 2013, Александрия)

- Дочь Шахназ Пехлеви (род.1940,Тегеран)

- Вторая жена: Сорайя Исфандияри-Бахтиари (22 июня 1932, Исфахан — 26 октября 2001, Париж)
- Третья жена: Фарах Диба (род. 14 октября 1938, Тегеран)

- сын Реза Пехлеви (шахзаде) (род. 31 октября 1960, Тегеран)
- дочь Фарахназ Пехлеви (род. 12 марта 1963, Тегеран)
- сын Али Реза Пехлеви (28 апреля 1966, Тегеран — 4 января 2011, Бостон)
- дочь Лейла Пехлеви (27 марта 1970, Тегеран — 10 июня 2001, Лондон)

## Награды
- Иран — Большая лента ордена Короны Персии (1926)
- Иран — Большая цепь ордена Пехлеви (1932)
- Иран — Орден Зульфикара 1 степени
- Иран — Памятный знак «Третьего эсфанада»
- Египет — Цепь ордена Мухаммеда Али (1939)
- Великобритания — Рыцарь Большого креста ордена Бани (GCB) (1942)
- Чехословакия — Большой крест ордена Белого льва (1943)
- Франция — Военный крест с пальмовой ветвью (1945)
- Китай — Большая лента специального класса ордена Благожелательных облаков (1946)
- США — Орден «Легион Почёта» степени главнокомандующего (1947)
- Ватикан — Рыцарь ордена Золотой шпоры (1948)
- Великобритания — Королевская Викторианская цепь (RVC) (1948)
- Иран — Большая лента Ордена Зульфикара (1949)
- Иордания — Цепь ордена Хусейна ибн Али (1949)
- Иордания — Большая лента ордена Возрождения (1949)
- Саудовская Аравия — Орден короля Абдель-Азиза 1 степени (1955)
- ФРГ — Большой крест ордена «За заслуги перед Федеративной Республикой Германией» специального класса (1955)
- Ливан — Большая лента ордена Заслуг (1956)
- Испания — Большая цепь ордена Ярма и стрел (1957)
- Италия — Большой крест декорированный большой лентой ордена «За заслуги перед Итальянской Республикой» (1957)
- Ливия — Цепь ордена Идриса I (1958)
- Япония — Цепь ордена Хризантемы (1958)
- Австрия — Большая звезда Почёта (1958)
- Дания — Рыцарь ордена Слона (1959)
- Нидерланды — Большой крест ордена Нидерландского льва (1959)
- Пакистан — Орден Пакистана 1 класса (1959)
- Непал — Орден Оясви Раянья (1960)
- Греция — Большой крест ордена Спасителя (1960)
- Бельгия — Большой крест ордена Леопольда I (1960)
- Норвегия — Большой крест на цепи ордена святого Олафа (1961)
- Эфиопия — Большая цепь ордена Соломона (1964)
- Афганистан — Большая лента ордена Солнца (1965)
- ОАР — Большая цепь ордена Нила (1965)
- Аргентина — Большой крест ордена Освободителя Сан-Мартина (1965)
- Тунис — Большая цепь ордена Независимости (1965)
- Бразилия — Большая цепь ордена Южного Креста (1965)
- Марокко — Орден Мухамедийя специальной степени (1966)
- Бахрейн — Орден аль-Халифа (1966)
- Катар — Орден Независимости (1966)
- Саудовская Аравия — Орден Великого Бадра (1966)
- Судан — Цепь ордена Почёта (1966)
- Югославия — Орден Большой Югославской Звезды (1966)
- Швеция — Орден Серафимов (1960, 1967)
- Португалия — Большая цепь ордена Инфанта дона Энрике (27.07.1967)
- Малайзия — Орден Короны Малайзии (DMN) (1968)
- Таиланд — Рыцарь ордена Чакри (1968)
- Финляндия — Большой крест ордена Льва Финляндии (1970)
- Оман — Военный орден Омана 1 класса (1973)
- Испания — Большой крест ордена Карлоса III (1975)
- Мексика — Цепь ордена Ацтекского орла (1975)[46]

## Образ в искусстве
«Беседа президента США Франклина Делано Рузвельта с шахом Ирана Мохаммедом Реза Пехлеви. Тегеранская конференция», художник Александр Герасимов.

### В бонистике
Мохаммед Реза Пехлеви был изображён на всех денежных купюрах Ирана всех выпусков, начиная с выпуска 1944 года. Его портреты на деньгах отражали возраст и изменялись: сначала взрослели, затем старели вместе с ним.
|                                |                                |                   |                   |
| Лицевая сторона: 5 и 500, 1944 | Лицевая сторона: 5 и 500, 1944 | 20 1951 и 10 1954 | 20 1951 и 10 1954 |

|                                      |                                      |                              |                              |
| Лицевая сторона: 200 1958 и 500 1962 | Лицевая сторона: 200 1958 и 500 1962 | 500 1969 и 1000 обр. 1974 г. | 500 1969 и 1000 обр. 1974 г. |

После победы Исламской революции аятоллы Хомейни в 1979 году новая исламская власть начала бороться с образом шаха. Его изображение на всех купюрах Ирана запечатывалось одним (портрет) или двумя (портрет и водяной знак) крестами, обычно красной краской.
|                                            |                                            |                                               |                                               |
| Надпечатки 1979 г. на 20 и 50 обр. 1974 г. | Надпечатки 1979 г. на 20 и 50 обр. 1974 г. | Надпечатки 1979 г. на 100 и 5000 обр. 1974 г. | Надпечатки 1979 г. на 100 и 5000 обр. 1974 г. |

В 1980 году зачёркивание ненавистного новой власти шаха-«западника» было признано недостаточным. Так как в Центральном банке Ирана оставались большие запасы отпечатанных, но ещё не выпущенных в обращение банкнот образца 1974 года, портрет Пехлеви начали закрывать вычурным чёрным рисунком, повторяющим его силуэт.
|                                                   |                                                   |                                                    |                                                    |
| Запечатка 1980 года на 100 и 200 риалов 1974 года | Запечатка 1980 года на 100 и 200 риалов 1974 года | Запечатка 1980 года на 500 и 1000 риалов 1974 года | Запечатка 1980 года на 500 и 1000 риалов 1974 года |